# Adília Lopes
Pour les articles homonymes, voir Lopes.
Maria José da Silva Viana Fidalgo de Oliveira, plus connue sous le pseudonyme d'Adília Lopes, née le 20 avril 1960 à Lisbonne où elle meurt le 30 décembre 2024, est une poétesse, chroniqueuse et traductrice portugaise.

## Biographie
Fille d'une biologiste professeur de botanique à la Faculté des sciences de l'université de Lisbonne et d'un professeur d'éducation secondaire, Adília Lopes a étudié la physique à l'université de Lisbonne, licence qu'elle a abandonnée peu avant sa fin, à cause d'une psychose schizo-affective.
Elle est l'auteur d'une poésie d'apparence familière et naïve traitant volontiers du quotidien.

## Œuvres
- Au pain et à l'eau de Cologne, Al Dante, 2005 (poésie, bilingue)